# Kristian Svensson

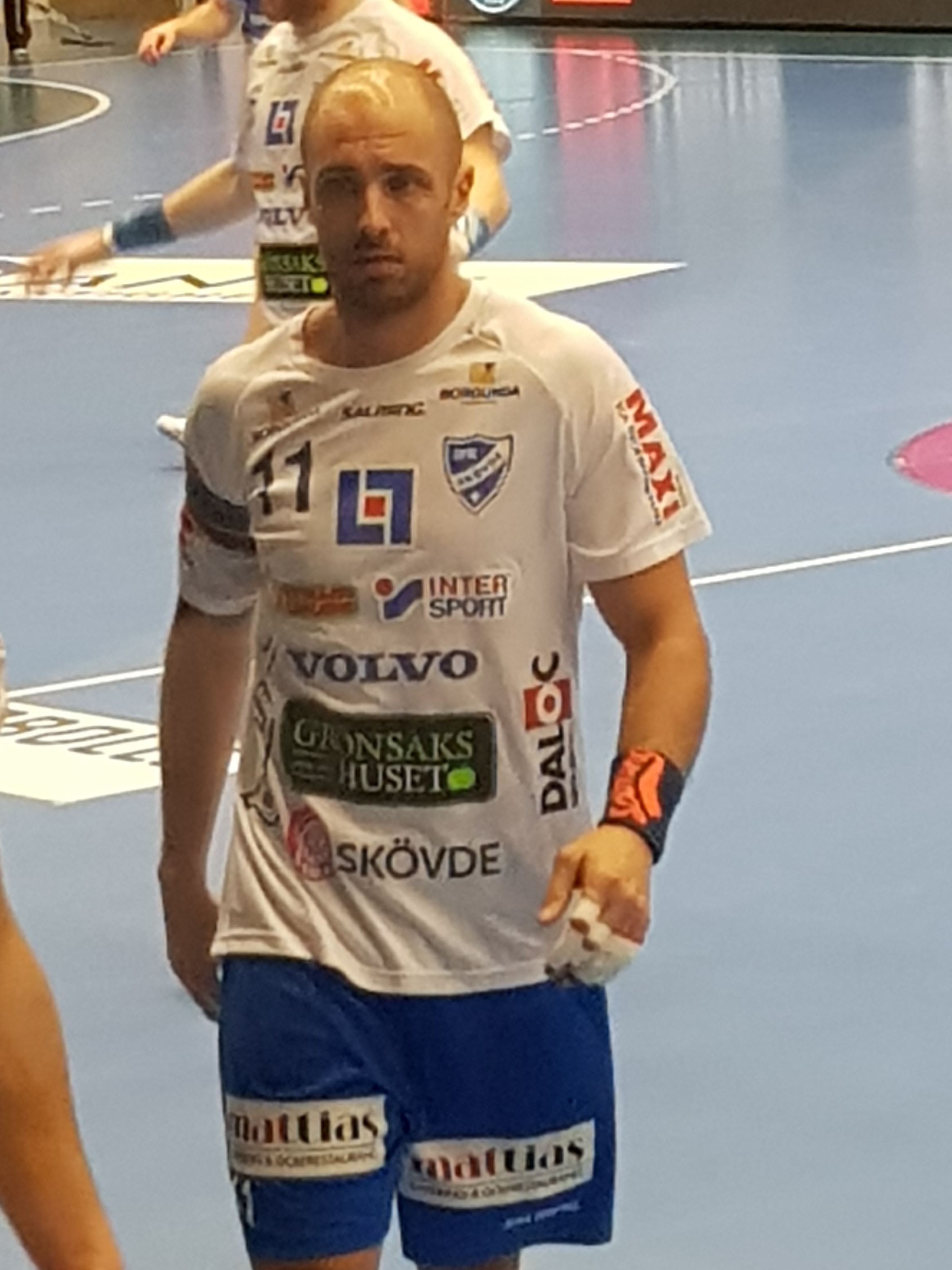
Kristian Svensson med IFK Skövde, 2019.

Kristian Erik Svensson, född 10 maj 1981 i Skövde, är en svensk handbollstränare och tidigare handbollsspelare (högernia). Han är sedan 2023 huvudtränare för IFK Skövde, efter att ha varit assisterande i två säsonger.
Tidigare har Svensson spelat i TuS Nettelstedt-Lübbecke, AaB Håndbold och FC Köpenhamn. Han har även spelat för Sveriges landslag, bland annat i VM 2005.
Han skulle ha avslutat spelarkarriären efter säsongen 2020/21, men på grund av skador i IFK Skövde där han var kvar som assisterande tränare, hoppade han in och spelade under säsongen 2021/22. Han fortsatte även spela under starten av säsongen 2022/23, men i december 2022 meddelades att han återgår till att endast vara assisterande tränare.